# 布羅德布蘭奇 (佛羅里達州)
布羅德布蘭奇（英語：Broad Springs）是位於美國佛羅里達州卡爾霍恩縣的一個非建制地區。該地的面積和人口皆未知。

## 地理
布羅德布蘭奇的座標為30°18′42″N 85°17′44″W / 30.31167°N 85.29556°W，而該地的平均海拔高度為23米（即75英尺）。